# Tinerfeña (raza caprina)
La cabra tinerfeña es una raza autóctona española de cabras originaria de la isla de Tenerife. Se diferencian dos variedades, tinerfeña del norte y tinerfeña del sur, que están consideradas oficialmente la misma raza, como recoge el Catálogo Oficial de Razas de Ganado de España del Ministerio de Agricultura, Pesca y Alimentación, que la reconoce como raza en peligro de extinción. Forma parte de la denominada Agrupación Caprina Canaria, junto con la majorera y la palmera.

## Historia
Su origen está en las poblaciones caprinas llevadas a las islas por los aborígenes canarios, y los estudios demuestran que genéticamente tienen mayor proximidad a las cabras africanas que a las europeas.
En 1985 todas las razas caprinas de Canarias fueron incluidas en una única raza (Agrupación Caprina Canaria), pero por sus diferencias genéticas fueron reconocidas como tres razas independientes en 2003. En el año 2008 el Gobierno de Canarias aprobó el programa de cría de la raza, y autorizó a la Asociación Nacional de Criadores de Cabra Tinerfeña a la llevanza de su libro genealógico.

## Características
Aunque las dos variedades estén unificadas en la misma raza, estudios tanto morfológicos como genéticos confirman que se tratan de dos variedades diferentes, por lo que los ejemplares son inscritos en el libro genealógico en dos apartados diferentes con el fin de preservar ambos ecotipos.
La variedad tinerfeña del norte está adaptada a las condiciones de frío y humedad del norte, y engloba animales subhipermétricos y longilíneos. Su capa es mayoritariamente negra o castaña, tienen perilla, tupé, maellas y un característico pelo largo.
La variedad tinerfeña del sur está adaptada a las zonas más cálidas y áridas propias del sur, y concentra animales de aspecto general eumétrico y proporciones longilíneas. Comparten el color de la capa con la variedad norte, aunque se diferencian claramente de ellas por tener el pelo corto, y no siempre disponen de perilla y tupé.
Ambas variedades comparten cuernos del tipo prisca, así como un marcado biotipo lechero, siendo este recurso su mayor aprovechamiento, aunque en menor medida también se producen crías y adultos para el aprovechamiento cárnico.